# Агафангел Вандомский
Агафангел Вандомский (в миру — Франсуа Нури) (фр. Cassien de Nantes; 31 июля 1598, Вандом, Франция — 7 августа 1638, Гондэр, Эфиопия) — миссионер, христианский мученик, блаженный католической церкви.

## Биография
В 1619 году вступил в монашеский орден капуцинов. Изучал философию и теологию; после окончания он был рукоположен в священники. В 1629 г. отправился в качестве миссионера в Алеппо (Сирия), работая там среди мусульман, устанавливая контакты с христианами из армянской и православной церквей, в 1630 г. — в Ливан, затем в 1631 г. — в Каир (Египет).
В 1634 году в Египте встретился с миссионером-капуцином Кассианом из Нанта. В конце декабря 1637 года оба были отправлены с миссионерскими целями в Абисинию, где пытались склонить христиан-коптов к подчинению Папе римскому. Полгода спустя они были схвачены магометанами в Гондэре на севере Абисинии и месяц томились в тюрьме. Затем в течение 25 дней их гнали при палящем зное, подвергая постоянным истязаниям, через пустыню в Аддис-Абебу, где они были приведены к королю.
Он безуспешно пытался склонить их к вероотступничеству и, в конце концов, обвинив в заговоре против коптского епископа и императора, приговорил обоих к повешению. 7 августа 1638 г. они были удушены их собственными поясами и побиты камнями.
Причислены к лику блаженных при Папе римском Пие X 27 апреля 1905 года. Память Блаженного Агафангела в католической церкви празднуется 7 августа.